# 2006年NBA选秀
2006年NBA选秀（2006 NBA Draft）于2006年6月28日在美国纽约市的麦迪逊广场花园的剧院内举行。选秀大会透过美国ESPN电视台向全世界202个国家和地区进行直播。
| ^ | 表示此球员已被列入篮球名人堂               |
| * | 表示此球员被选入参加全明星赛并进入最佳阵容 |
| + | 表示此球员被选入参加全明星赛               |
| x | 表示此球员进入最佳阵容                     |
| ~ | 表示此球员被選為年度新人王                 |
| # | 表示此球员从未在NBA打球                    |

## 第一轮
| 顺位 | 球员                      | 国籍     | 所属球队                                                       | 学校／前属俱乐部                 |
| ---- | ------------------------- | -------- | -------------------------------------------------------------- | -------------------------------- |
| 1    | 安德里亚·巴格纳尼 (PF)    | 義大利   | 多伦多猛龙                                                     | 贝纳通特维索（意大利联赛）       |
| 2    | 拉玛库斯·阿尔德里奇 (PF)* | 美国     | 芝加哥公牛（换去波特兰开拓者选秀权，转手过纽约尼克斯）         | 德州州立大学奧斯汀分校           |
| 3    | 亚当·莫里森 (SF)          | 美国     | 夏洛特山猫                                                     | 冈再伽大学                       |
| 4    | 泰勒斯·托马斯 (PF)        | 美国     | 波特兰开拓者（换去芝加哥公牛）                                 | 路易斯安那州立大学               |
| 5    | 谢尔顿·威廉姆斯 (PF)      | 美国     | 亚特兰大鹰                                                     | 杜克大学                         |
| 6    | 布兰顿·罗伊 (SG)*~        | 美国     | 明尼苏达森林狼（换去波特兰开拓者）                             | 华盛顿大学                       |
| 7    | 兰迪·弗耶 (SG)            | 美国     | 波士顿凯尔特人（换去明尼苏达森林狼选秀权，转手过波特兰开拓者） | 维拉诺瓦大学                     |
| 8    | 鲁迪·盖伊 (SF)            | 美国     | 休斯敦火箭 （换去孟菲斯灰熊）                                  | 康涅狄格大学                     |
| 9    | 派翠克·歐布萊恩 (C)       | 美国     | 金州勇士                                                       | 布莱德利大学                     |
| 10   | 穆罕默德·希尼 (C)         | 塞内加尔 | 西雅图超音速                                                   | RBC Verviers-Pepinster（比利时） |
| 11   | J·J·雷迪克 (SG)           | 美国     | 奥兰多魔术                                                     | 杜克大学                         |
| 12   | 希尔顿·阿姆斯特朗 (C)     | 美国     | 新奥尔良黄蜂                                                   | 康涅狄格大学                     |
| 13   | 萨博·塞福罗萨 (SF)        | 瑞士     | 费城76人（换去芝加哥公牛）                                     | Angelico Biella（義大利）        |
| 14   | 羅尼·布魯爾 (SG)          | 美国     | 犹他爵士                                                       | 阿肯色大学                       |
| 15   | 塞德里克·西蒙斯 (PF)      | 美国     | 新奥尔良黄蜂 （來自密尔沃基雄鹿）                              | 北卡罗莱纳州立大学               |
| 16   | 罗德尼·卡尼 (SF)          | 美国     | 芝加哥公牛（换去费城76人）                                     | 孟菲斯大学                       |
| 17   | 肖恩·威廉姆斯 (SF)        | 美国     | 印第安那步行者                                                 | 孟菲斯大学                       |
| 18   | 奥雷克谢·佩彻罗夫 (PF)    | 乌克兰   | 华盛顿奇才                                                     | Paris Basket Racing（法國）      |
| 19   | 昆西·杜比 (SG)            | 美国     | 萨克拉门托国王                                                 | 罗格斯大学                       |
| 20   | 雷纳尔多·巴尔克曼 (SF)    | 美国     | 纽约尼克斯（來自丹佛掘金）                                     | 南卡罗莱纳大学                   |
| 21   | 拉简·朗多 (PG)*           | 美国     | 菲尼克斯太阳（换去波士顿凯尔特人选秀权，转手过洛杉矶湖人）     | 肯塔基大学                       |
| 22   | 馬庫斯·威廉斯 (PG)        | 美国     | 新泽西网 （來自洛杉矶快船）                                    | 康涅狄格大学                     |
| 23   | (C)                       | 美国     | 新泽西网                                                       | 康涅狄格大学                     |
| 24   | 凯尔·洛瑞 (PG)*           | 美国     | 孟菲斯灰熊                                                     | 维拉诺瓦大学                     |
| 25   | 香农·布朗 (SG)            | 美国     | 克里夫兰骑士                                                   | 密歇根州立大学                   |
| 26   | 乔丹·法玛尔 (PG)          | 美国     | 洛杉矶湖人 （來自迈阿密热火）                                  | 加州大学洛杉矶分校（UCLA）       |
| 27   | 塞尔吉奥·罗德里格斯 (PG)  | 西班牙   | 菲尼克斯太阳 （换去波特兰开拓者）                              | Adecco Estudiantes（西班牙）     |
| 28   | 莫里斯·艾格 (SG)          | 美国     | 达拉斯小牛                                                     | 密歇根州立大学                   |
| 29   | 马蒂·科林斯 (SG)          | 美国     | 纽约尼克斯 （來自圣安东尼奥马刺）                              | 坦普尔大学                       |
| 30   | 喬爾·弗里蘭 (PF)          | 英格兰   | 波特兰开拓者 （來自底特律活塞）                                | CB Gran Canaria（巴萨篮球队）    |

## 第二轮
| 顺位 | 球员                        | 国籍          | 所属球队                                                  | 学校／前属俱乐部                                             |
| ---- | --------------------------- | ------------- | --------------------------------------------------------- | ------------------------------------------------------------ |
| 31   | 詹姆斯·怀特 (SG)            | 美国          | 波特兰开拓者（换去印第安那步行者）                        | 康涅狄格大学                                                 |
| 32   | 史蒂夫·诺瓦克 (SF)          | 美国          | 休斯敦火箭（來自纽约尼克斯）                              | 马克特大学                                                   |
| 33   | 所罗门·琼斯 (C)             | 美国          | 亚特兰大鹰                                                | 南佛罗里达大学                                               |
| 34   | 保罗·戴维斯 (C)             | 美国          | 洛杉矶快船（來自夏洛特山猫）                              | 密歇根州立大学                                               |
| 35   | P·J·塔克 (SF)               | 美国          | 多伦多猛龙                                                | 德克萨斯州大学奥斯汀分校                                     |
| 36   | 克雷格·史密斯 (PF)          | 美国          | 明尼苏达森林狼（來自波士頓凱爾特人）                      | 波士顿学院                                                   |
| 37   | 鲍比·R·琼斯 (SF)            | 美国          | 明尼苏达森林狼（换去费城76人）                            | 华盛顿大学                                                   |
| 38   | 科斯塔·佩罗维奇 (C)         | 塞爾維亞      | 金州勇士                                                  | 贝尔格莱德游击队 （塞尔维亚、亚得里亚海地区篮球联赛）        |
| 39   | 大卫·诺尔 (SF)              | 美国          | 密尔沃基雄鹿 （來自休斯敦火箭）                           | 北卡罗莱纳大学                                               |
| 40   | 鄧哈姆·布朗 (SG)            | 加拿大        | 西雅图超音速                                              | 康涅狄格大学                                                 |
| 41   | 詹姆斯·奥古斯丁 (PF)        | 美国          | 奥兰多魔术                                                | 伊利诺伊大学香槟分校                                         |
| 42   | 丹尼尔·吉布森 (PG)          | 美国          | 克里夫兰骑士（來自费城76人）                              | 德克萨斯州大学奥斯汀分校                                     |
| 43   | 馬庫斯·文尼休斯 (SF)        | 巴西          | 新奥尔良黄蜂                                              | 奥巴杰克蒂沃·圣卡罗斯（巴西）                                |
| 44   | 里洛·埃利亚胡 (SF)          | 以色列        | 奥兰多魔术 （换去休斯敦火箭 选秀权 转手过密尔沃基雄鹿）   | Hapoel Galil Elyon （以色列IBA）                             |
| 45   | 亚历山大·约翰逊 (PF)        | 美国          | 印第安那步行者（换去孟菲斯灰熊选秀权 转手过波特兰开拓者） | 佛罗里达州立大学                                             |
| 46   | 迪·布朗 (PG)                | 美国          | 犹他爵士 （來自芝加哥公牛）                               | 伊利诺伊大学香槟分校                                         |
| 47   | 保罗·米尔萨普 (PF)+         | 美国          | 犹他爵士                                                  | 路易斯安那科技大学                                           |
| 48   | 维拉德玛·威勒明科 (PF)      | 白俄羅斯      | 华盛顿奇才                                                | 圣彼得堡迪纳摩篮球俱乐部（俄罗斯）                           |
| 49   | 里昂·鲍维 (PF)              | 美国          | 丹佛掘金（换去波士顿凯尔特人）                            | 加州大学柏克莱分校                                           |
| 50   | 莱恩·霍林斯 (C)             | 美国          | 夏洛特山猫（來自萨克拉门托国王）                          | UCLA                                                         |
| 51   | 奇克·桑伯 (C)               | 塞内加尔      | 洛杉矶湖人（至底特律活塞）                                | WTC Cornellà（西班牙篮球俱乐部）                             |
| 52   | 吉勒莫·迪亚兹 (SG)          | 波多黎各      | 洛杉矶快船                                                | 邁阿密大學                                                   |
| 53   | 尤塔姆·海尔普林 (PG)        | 以色列        | 西雅图超音速（來自孟菲斯灰熊）                            | Olimpija Ljubljana （斯洛文尼亚 and 亚得里亚海地区篮球联赛） |
| 54   | 哈桑·亚当斯 (SG)            | 美国          | 新泽西网                                                  | 亚利桑那大学                                                 |
| 55   | 艾克·犹波亚 (F)             | 奈及利亞      | 克里夫兰骑士                                              | 拉格斯联合银行篮球俱乐部（尼日利亚）                         |
| 56   | 埃丁·巴夫切齐 (C)           |               | 多伦多猛龙 （來自迈阿密热火）（换去费城76人）             | ASA BH Telecom（波黑 和 亚得里亚海地区篮球联赛）             |
| 57   | 鲁卡斯·马弗洛克法雷蒂斯 (C) | 希腊          | 明尼苏达森林狼）                                          | 萨洛尼卡PAOK篮球俱乐部（希腊）                               |
| 58   | J.R·平洛克 (SG)             | 美国 · 巴拿马 | 达拉斯小牛 （换去洛杉矶湖人）                             | 乔治华盛顿大学                                               |
| 59   | 达米尔·马尔科塔 (SF)        |               | 圣安东尼奥马刺（來自密尔沃基雄鹿）                        | Cibona VIP（克罗地亚篮球甲级联赛、亚得里亚海地区篮球联赛）   |
| 60   | 威尔·布雷洛克 (PG)          | 美国          | 底特律活塞                                                | 俄亥俄州                                                     |

## 2006年NBA选秀乐透
选秀的主要前奏，2006年NBA选秀乐透，2006年5月23日在新泽西州的希咯甚市（Secaucus）举行。乐透抽签首先先召集未能进入NBA季后赛的14支球队举行抽签仪式，来决定未来头三号新秀权的归属。抽签仪式中，主持人会拿出编号为1-14号的14个乒乓球放在一个容器中，从14个球中随意抽出4个球，不计数字的先后顺序，一共可以产生1001种可能的组合，而去掉这个11-12-13-14组合，正好还剩下1000种。 
抽签前，没有获得季后赛资格的各队已经依照常规赛战绩倒序排名，得到与之相应的赢取状元签的组合数（概率）。比如今年有14支球队没有进入季后赛，这14支球队中战绩最差的波特兰开拓者就得到250种组合，即有25％的机会赢得状元签，战绩第二差的纽约尼克斯（转给芝加哥公牛）得到199种，即19.9％的几率，依此类推。（例如：休斯敦火箭战绩第八差，所以只能得到23种，即2.3%的机会赢得状元签。）
在“状元签”抽出之后，四个乒乓球将被放回容器中，重新去决定二号和三号选秀权的归属，此后首轮剩余的4-30号选秀签位和第二轮（31－60）的选秀签位，则按照常规赛的成绩倒序决定。

### 球队选秀顺位乐透
拥有NBA选秀乐透"资格"的球队必须是上一届NBA没有能够进入季候赛的球队。NBA会帮助选秀的球队排出积分相同排名的先后乐透顺位。有些情况下，球队会交换他们的第一轮乐透顺位给其他球队。
下列是2006年乐透每支球队抽的状元签（选秀第一顺位）的机率（小数点后三位）：
| 球队                    | 机率 | 第1名 | 第2名 | 第3名 | 第4名 | 第5名 | 第6名 | 第7名 | 第8名 | 第9名 | 第10名 | 第11名 | 第12名 | 第13名 | 第14名 |
| ----------------------- | ---- | ----- | ----- | ----- | ----- | ----- | ----- | ----- | ----- | ----- | ------ | ------ | ------ | ------ | ------ |
| 开拓者                  | 250  | .250  | .215  | .177  | .358  |       |       |       |       |       |        |        |        |        |        |
| 公牛 （原尼克斯的秀权） | 199  | .199  | .188  | .171  | .319  | .124  |       |       |       |       |        |        |        |        |        |
| 山猫                    | 138  | .138  | .142  | .145  | .238  | .290  | .045  |       |       |       |        |        |        |        |        |
| 老鹰                    | 137  | .137  | .142  | .145  | .085  | .323  | .156  | .013  |       |       |        |        |        |        |        |
| 猛龙                    | 88   | .088  | .096  | .106  |       | .262  | .359  | .084  | .004  |       |        |        |        |        |        |
| 森林狼                  | 53   | .053  | .060  | .070  |       |       | .440  | .330  | .045  | .001  |        |        |        |        |        |
| 凯尔特人                | 53   | .053  | .060  | .070  |       |       |       | .573  | .226  | .018  | .000   |        |        |        |        |
| 火箭                    | 23   | .023  | .027  | .032  |       |       |       |       | .725  | .184  | .009   | .000   |        |        |        |
| 勇士                    | 22   | .022  | .026  | .031  |       |       |       |       |       | .797  | .121   | .004   | .000   |        |        |
| 超音速                  | 11   | .011  | .013  | .016  |       |       |       |       |       |       | .870   | .089   | .002   | .000   |        |
| 魔术                    | 8    | .008  | .009  | .012  |       |       |       |       |       |       |        | .908   | .063   | .001   | .000   |
| 黄蜂                    | 7    | .007  | .008  | .010  |       |       |       |       |       |       |        |        | .935   | .039   | .000   |
| 76人                    | 6    | .006  | .007  | .009  |       |       |       |       |       |       |        |        |        | .960   | .018   |
| 爵士                    | 5    | .005  | .006  | .007  |       |       |       |       |       |       |        |        |        |        | .982   |

### 乐透结果
1. 多伦多猛龙
2. 芝加哥公牛
3. 夏洛特山猫
4. 波特兰开拓者
5. 亚特兰大老鹰
6. 明尼苏达森林狼
7. 波士顿凯尔特人
8. 休斯敦火箭
9. 金州勇士
10. 西雅图超音速
11. 奥兰多魔术
12. 新奥尔良黄蜂
13. 费城76人
14. 犹他爵士

## 选秀規則
2006年NBA选秀是不允许高中生参加选秀的第一年，美国本土球员参加选秀的年龄在那一年的12月31日时必须达到19岁，且高中毕业至少一年。而国际球员在18岁生日之后可以声明选秀资格但加盟球队必须年满19岁。
- 所有國籍的球員，必須於1987年12月31日前出生，而且他們必定要在選秀當天年滿19歲。
- 美國球員必須高中毕业最少一年（通常以大学一年级新生身份参加选秀）。

## 康涅狄格大学创造历史
康涅狄格大学有四位球员在第一轮的选秀中被选中，他们是鲁迪·盖伊，希尔顿·阿姆斯特朗 ， 馬庫斯·威廉斯和。这一纪录追平了1999年的杜克大学（埃尔顿·布兰德、特拉简·兰登、科恩·马盖蒂、威廉·埃弗雷）和 2005年北卡罗来纳大学教堂山分校（马文·威廉姆斯、雷蒙德·费尔顿、肖恩·梅、拉希德·麦克坎斯）。
当德汉·布朗被西雅图超音速在第二轮选中时，康涅狄格大学成为NBA历史上第一支两轮选秀有5位球员被选中的学校。

## 选秀日交易
2006年NBA选秀日当日的交易，牵扯到诸多刚摘牌的新秀，下列是体育媒体所报道的交易情况，部分没有得到官方的正式證實。
- 波士顿凯尔特人以塞巴斯蒂安·特尔费尔、西奥·拉特利夫和一个2008年第二轮选秀权交换波特兰开拓者队的里夫·拉弗伦茨、丹·迪考和第7位新秀兰迪·弗耶。（页面存档备份，存于）
- 芝加哥公牛用榜眼新秀拉玛库斯·阿尔德里奇交换波特兰开拓者的第4顺位球员泰勒斯·托马斯和維克特·卡亞帕。 （页面存档备份，存于）
- 休斯敦火箭队用8号顺位新秀鲁迪·盖伊和斯特罗迈尔·斯威夫特交易孟菲斯灰熊队的沙恩·巴蒂尔。
- 波特兰开拓者队用兰迪·弗耶交换明尼苏达森林狼队的布兰顿·罗伊。
- 费城76人用薩博·塞福羅薩（2007年第二轮的秀权）和现金补偿交易来了芝加哥公牛的罗德尼·康尼。
- 波士顿凯尔特人获得布莱恩·格兰特和第21顺位新秀拉简·朗多交换给菲尼克斯太阳2007年的第一轮选秀权。
- 波士顿凯尔特人获得第49顺位新秀里昂·鮑維，交换丹佛掘金一个未来第二轮的选秀权。
- 奥兰多魔术交易第44顺位新秀里洛·埃利亚胡去休斯敦火箭获得现金补偿。
- 洛杉矶湖人交易第51顺位新秀切克·萨姆布去底特律活塞交换莫里斯·埃文斯。
- 多伦多猛龙交易第56顺位新秀埃丁·巴夫切齐去费城76人获得现金补偿。
- 圣安东尼奥马刺交易第59顺位新秀达米尔·马尔科塔去密尔沃基雄鹿获得更适合自己的的2007年两个第二轮选秀权。
- 达拉斯小牛交易第58顺位新秀达尼洛·平洛克去洛杉矶湖人交换一个未来的第二轮选秀权。
- 明尼苏达森林狼队交易第37顺位新秀鲍比·R·琼斯去费城76人交换一个未来第二轮的选秀权和现金补偿。
- 波特兰开拓者队以第45顺位新秀亚历山大·约翰逊和两个未来的第二轮选秀权交换印第安那步行者第31顺位新秀詹姆斯·怀特。
- 波特兰开拓者队交易亚历山大·约翰逊去孟菲斯灰熊队换取未来一个第二轮秀权。

## 有名的未被选秀选中的球员
所有球员均为美国选手，除非有特别指出。
- 路易斯·阿穆德森，内华达大学（签约萨克拉门托国王）
- 拉希德·安德森，康涅狄格大学
- 何塞·胡安·巴里亚，波多黎各 和 波士顿东南大学
- 麦克·甘西，西弗吉尼亚大学（签约迈阿密热火）
- 托马斯·加德纳，密苏里州立大学哥伦比亚分校
- 埃里克·希克斯，辛辛纳提大学
- 丹尼尔·霍顿，密歇根大学（签约迈阿密热火）
- 杰里·麦克纳马拉，雪城大学
- 波波斯·蒙萨邦苏，英格兰 和 乔治华盛顿大学（签约达拉斯小牛）
- 史蒂文·史密斯，拉塞尔大学
- 凯文·皮斯诺格，西弗吉尼亚（签约波士顿凯尔特人）
- 阿兰·雷，维拉诺瓦大学（签约波士顿凯尔特人）
- 柯蒂斯·史丁森，衣阿华州立大学
- 泰伦斯·肯塞，南弗吉尼亚大学（签约孟菲斯灰熊）

## 外部連結
- Former Runnin' Rebel signs free-agent contract with Sacramento Kings，2006年6月30日
- NBA.com coverage of 2006 NBA Draft
- NBA.com coverage of 2006 lottery